# Spartina densiflora
Espèce
Classification phylogénétique
Spartina densiflora est une espèce de plantes herbacées de la famille des Poaceae. Elle est originaire de la côte sud de l'Amérique du Sud où elle vit dans les prés salés. Elle a été introduite sur la côte ouest de l'Amérique du Nord et sur les côtes de la mer Méditerranée où elle est considérée comme une mauvaise herbe.

## Espèce envahissante
Cette plante a un impact négatif sur les prés salés de la côte Californienne. Elle augmente l'accumulation de sédiments et elle entre en compétition avec des espèces indigènes (Spartina foliosa et Salicornia virginica).